# 桓階
桓階（？—220年~226年），字伯緒，一作伯序，長沙臨湘人。東漢末年及三國時期曹魏官員。早年受到孫堅的提拔之恩而推舉為孝廉，孫堅戰死替孫家討回孫堅屍首。曹操南下佔領荊州時投奔曹操。曹操擔心年事已高，將不久於人世，詢問桓階該立誰為繼任人，桓階力保曹丕，使其曹丕穩固皇位。

## 生平

### 義助孫家
桓階在長沙郡中任功曹，被太守孫堅舉孝廉，任尚書郎。後來因為父親桓勝逝世而回長沙，此時遇上孫堅進攻劉表時戰死，桓階冒死見劉表要求為孫堅殮葬，劉表欣賞他的行為而准許。

### 識睹成敗
官渡之戰時，劉表響應袁紹，桓階卻遊說長沙太守張羡支持曹操，張羡於是以長沙和鄰近三郡反抗劉表，並派使節面見曹操，曹操知道後十分高興，但因為要專注於在官渡抵抗袁紹，未能派兵南下長沙，此時劉表攻打張羡，遇上張羡病死，長沙城被劉表攻陷，桓階則躲藏起來。過了一段時間後，劉表辟命他為從事祭酒，更加想以妻子蔡氏的妹妹許配給他，但桓階則以已婚為藉口拒絕，又以患病為由辭官。

### 重內輕外
曹操佔領荊州後，知道當日是桓階勸張羡支持自己，對他十分欣賞，辟命為丞相掾主簿，遷趙郡太守。任内桓阶十分节俭，有一次俸禄用完后，只能吃酱酻。曹操得知后下令赏赐桓阶。魏國建立後，當虎賁中郎將侍中。當時曹操還未決定繼任人，桓階力主立曹丕為繼任人，不論公私時候均向曹操傳達曹丕的優點，多番進諫，言辭懇切，對曹丕最後得立太子之事貢獻頗多。桓階亦曾援救一些被人逼害的官員，如毛玠和徐奕被丁儀討厭，多次抓著其過失加以指控，有賴於桓階才得以免遭災劫。魏諷謀反後，曹操正苦於乏人監察國內的大臣，桓階便向曹操推薦徐奕，曹操接納其意見，以徐奕為中尉。
後遷尚書，管理選舉事。後來曹魏大將曹仁為關羽圍於荊州，曹操遣大將徐晃前往營救，起初未能順利解圍。曹操聞訊後打算親征，諮詢群臣意見。當時群臣大都主張曹操應立即南征，只有桓階向曹操問道：「大王認為曹仁等眾能夠審時度勢嗎？」曹操答：「能。」桓階又問：「大王認為曹仁、徐晃二人不會竭力而為嗎？」曹操答：「不是。」桓階進一步問：「那麼大王為甚麼要親自前往呢？」曹操說：「我恐怕賊人勢力龐大，而徐晃等將領形勢不利而已。」桓階便分析：「如今曹仁等將領正處於重圍之中，而尚能死守無二心的原因，是因為大王您在後方遠處為其作勢。居萬死之地，必有死爭之心；內懷死爭，外有強救（指徐晃），大王應該按下重兵不動，向敵人表示我方尚有餘力，何必過於憂慮而欲親自前往呢？」曹操也認同桓階的話，於是駐軍於摩陂觀望，不久蜀軍果然失勢退去。

### 遷任尚書
曹丕稱帝後，桓階遷任尚書令，封高鄉亭侯，加侍中。與降魏的原蜀將孟達往來相善。後來桓階患病，曹丕更親自慰問，徙封為安樂鄉侯，更賜他三個兒子爵關內侯。桓階後來病重，曹丕派使者任命他為太常，桓階死後，曹丕傷心流涕，諡貞侯。

## 家庭

### 祖父
- 桓超，東漢官吏，曾管理州郡。

### 父親
- 桓勝，東漢官吏，官至尚書，因而在南方有名。

### 弟
- 桓彝，字公長[3]，東吳尚書，因不肯在宣告孫亮罪狀的文書上署名而被孫綝所殺[4]。
- 桓纂，官至散騎侍郎，赐爵关内侯。

### 妻妾
- 妻伏氏，年轻有国色。守寡后被文帝赐给侍郎孙邕为妻，被孙邕推辞。

### 子女
- 桓祐，桓階之子，原作嗣子，但因早死，被追封關內侯。
- 桓嘉，桓階死後繼嗣，尚升遷亭公主為妻。官至樂安太守，最終戰死於東興之役。
- 其余至少二子，封关内侯。
- 有一女嫁王毖子王式。

### 孫兒
- 桓翊，桓嘉之子，桓嘉死后继嗣。
- 桓陵，字元徽，桓階之孫，仕晉，官至滎陽太守。

## 三國演義
明清小說《三國演義》中，桓階有時會被誤寫為「桓楷」。他本是孫堅所屬官吏，登場於小說第七回孫堅跨江擊劉表時。當時孫堅在峴山樹林中被劉表部將呂公引軍埋伏，襲擊致死；此時孫堅部將黃蓋則在戰場上生擒劉表部將黃祖。桓階便自動請纓帶同黃祖親赴劉表處換回孫堅屍首，差點被劉表謀士蒯良獻計殺害，結果桓階成功完成任務，孫劉兩家亦權且罷兵，後來小說沒有再交代桓階的去向。直至第七十九回曹丕篡漢自立，此時桓階已為魏臣，更於第八十回為漢獻帝草擬詔書，第二次降旨禪讓於曹丕。

## 評價
- 陳壽：「桓階識睹成敗，才周當世……魏世事統台閣，重內輕外，故八座尚書，即古六卿之任也。」（《三國志·桓二陳徐衛盧傳》）
- 孫盛：「桓階方惇，有義直之節。」（《三國志·武帝紀》裴注）
- 曹丕：「吾方託六尺之孤，寄天下之命於卿。勉之！」
- 梁元帝讚揚庾曼倩時提到：「荊南信多君子，雖美歸田鳳，清屬桓階，賞德標奇，未過此子。」

## 延伸阅读
[在维基数据编辑]
 《三國志·卷22》，出自陳壽《三國志》